# Ascetocythere jezerinaci
Ascetocythere jezerinaci är en kräftdjursart som beskrevs av Hobbs och A. C. McClure 1983. Ascetocythere jezerinaci ingår i släktet Ascetocythere och familjen Entocytheridae. Inga underarter finns listade i Catalogue of Life.